# Bruno Tabata
Bruno Vinícius Souza Ramos, meglio noto come Bruno Tabata (30 marzo 1997), è un calciatore brasiliano, attaccante dell'Internacional.

## Caratteristiche tecniche
È un'ala destra.

## Palmarès

### Club

#### Competizioni nazionali
- Coppa di Lega portoghese: 2

Sporting Lisbona: 2020-2021, 2021-2022
- Campionato portoghese: 1

Sporting Lisbona: 2020-2021
- Supercoppa di Portogallo: 1

Sporting Lisbona: 2021
- Campionato brasiliano: 1

Palmeiras: 2022
- Supercoppa del Brasile: 1

Palmeiras: 2023

#### Competizioni statali
- Campionato paulista: 1

Palmeiras: 2022
- Campionato Gaúcho: 1

Internacional: 2025